# Une affaire mystérieuse
Pour plus de détails, voir Fiche technique et Distribution.
Une affaire mystérieuse (The Invisible Fear) est un film muet américain d'Edwin Carewe, sorti en 1921.

## Fiche technique

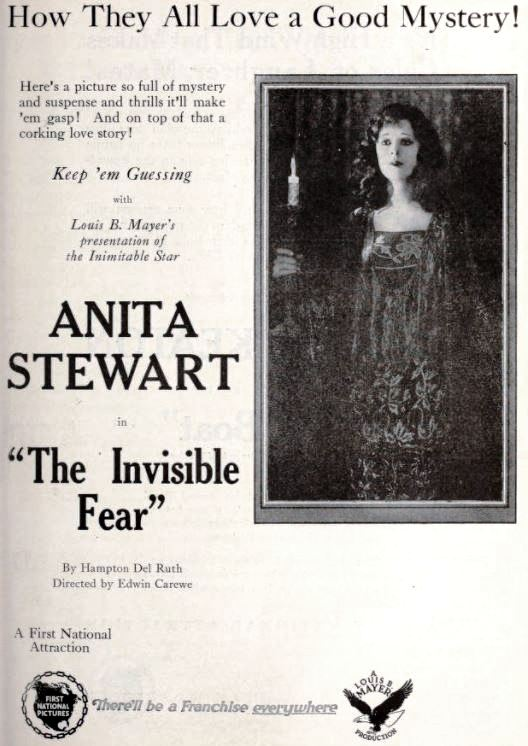
Publicité pour le Exhibitors Herald.

- Titre original : The Invisible Fear
- Titre français : Une affaire mystérieuse
- Réalisation : Edwin Carewe
- Scénario : Madge Tyrone, d'après une histoire de Hampton Del Ruth
- Photographie : Robert B. Kurrle
- Société de production : Anita Stewart Productions, Louis B. Mayer Productions
- Société de distribution : Gaumont (France)
- Pays de production :  États-Unis
- Format : noir et blanc — 35 mm — 1,37:1 — Muet
- Durée : 60 minutes (6 bobines)
- Dates de sortie : 
  - États-Unis : 10 octobre 1921
  - France : 13 juin 1924

## Distribution
- Anita Stewart : Sylvia Langdon
- Walter McGrail : Arthur Comstock
- Allan Forrest : Bentley Arnold
- Hamilton Morse : Marshall Arnold
- Estelle Evans : Mrs. Marshall Arnold
- George Kuwa : Nagi
- Edward Hunt : Le majordome
- Ogden Crane : John Randall